# Sielsowiet lubimowski (rejon bolszesołdatski)
Sielsowiet lubimowski (ros. Любимовский сельсовет) – jednostka administracyjna wchodząca w skład rejonu bolszesołdatskiego w оbwodzie kurskim w Rosji.
Centrum administracyjnym sielsowietu jest wieś (ros. село, trb. sieło) Lubimowka.

## Geografia
Powierzchnia sielsowietu wynosi 97,17 km².

## Historia
Status i granice sielsowietu zostały określone 21 października 2004 roku.

## Demografia
W 2017 roku sielsowiet zamieszkiwały 2092 osoby.

## Miejscowości
W skład sielsowietu wchodzą miejscowości: Lubimowka, 1-je Malcewo, 1-ja Kostornaja, 2-je Malcewo, 2-ja Kostornaja, Dołgij, Jefrosimowka, Krasnaja Gorka, Masłowka, Tołmaczewka, Chitrowka.